# 箱入りデビルプリンセス
『箱入りデビルプリンセス』（はこいりデビルプリンセス）は、原作：松本真（松智洋）・作画：ネツマイカの漫画。『月刊コミックラッシュ』（ジャイブ）2004年3月号（創刊号）から2007年7月号まで連載された。単行本は全6巻。

## ストーリー
草壁恵汰は「3つの願いが叶う魔法の箱」を同級生のなつきに押し売り同然で買わされた。その箱から出現したのは魔界の女王の娘で次期女王候補の1人・マキ。しかし、3つの願いを叶えると契約者はその魂を悪魔に引き渡さなければならないと言う。そのうえ、マキはこれまで魔界の城から一歩も外に出たことが無い重度の世間知らずが災いして、行く先々でトラブルを起こしてしまう。

## 登場人物
草壁 恵汰（くさかべ けいた）
陸上部に所属する冴えない少年。同級生のなつきに無理矢理買わされた魔法の箱から出現したマキと、その気が無かったにもかかわらず契約を結んでしまう。
マキ
魔界の女王の娘で3人の次期女王候補の1人。恵汰に召喚されるまで全く城から外に出たことが無く世事に疎いが、性格は健気。悪魔の等級は1級で強大な魔力を秘めているが普段は12個の指輪と腕輪・足輪により封印している。
ミキ
魔界の次期女王候補の1人。悪魔の等級は3級。魔法の香炉により召喚される。マキと違って大胆かつ行動力旺盛で、イレギュラーな手段により恵汰と契約を結ぶ。
女王（じょおう）
マキの母親。天使と悪魔の直接の交戦禁止を始めとする各種の休戦協定を天界と結び、即位以来数千年にわたり世界の均衡を保って来た。
速見（はやみ）
生徒会長兼陸上部部長。イケメンで女子に人気だが、本人は恵汰を幼少の頃に死んでしまった飼い犬・ケータに投影して溺愛している。
原 涼子（はら りょうこ）
生徒会副会長。速見に片想いしているが、マキの出現で自分の地位が脅かされることを危惧し天使・シータと共闘する。
シータ
8級天使。協定により自分で直接手を下せないマキを倒すために涼子と共闘するも失敗に終わった後「四板」と名乗って恵汰たちのクラス担任に成りすます。
森嶋 なつき（もりしま なつき）
恵汰の同級生。いつも怪しげな商品を押し売り同然に恵汰へ押し付けるが、その正体は1級天使・アルファだった。
野呂井 益三（のろい ますぞう）
恵汰・なつきの同級生で幼稚園児代からの腐れ縁。根暗で、藁人形で他人を呪うのが特技。長らく登校拒否に陥っていたが、初詣に訪れたマキに一目惚れして再び学校に通い出す。

### 12の使い魔
普段はマキの強大な魔力を抑える為に、1体ずつ指輪と腕輪・足輪に封印されている。
風のパズ（かぜのパズ）
大悪魔・パズスの分身。風を操る使い魔。お子ちゃまだが、出番は最も多い。
竜のタロト（りゅうのタロト）
大悪魔・アスタロトの分身。片目を眼帯で覆った紳士の姿をしている。使い魔達のブレーン。
愛のタロテ（あいのタロテ）
大悪魔・アスタロテの分身。タロトとは双子。騒動が起きた際に後始末を担当する。
放浪のレビ（ほうろうのレビ）
大悪魔・レビヤタンの分身。刀の使い手。口が悪い。
魔軍のベル（まぐんのベル）
大悪魔・ベルゼブブの分身。激しく自己中心的な性格で、タロトと犬猿の仲。
死神ハーちゃん（しにがみハーちゃん）
冥府の支配者・ハデスの分身。寡黙。「ちゃん」付けで呼ばないと返事をしない。
美のナル（びのナル）
ナルキッソスの分身。他人に幻覚を見せる力を持つ。
雷のドラ（かみなりのドラ）
雷鳴の魔神・インドラの分身。パズと同様のお子ちゃまで、気が短い。
海魔モビー（かいまモビー）
海の支配者・モビーディックの分身。津波を起こしたり巨大化して相手を押し潰す実戦型。
鏡のタイ（かがみのタイ）
東岳大帝の分身。鏡に運命や未来を映し出す力を持っている。
時のクロ（ときのクロ）
時空の支配者・クロノスの分身。説教臭く、一旦口を開くとなかなか止まらない。
炎のアシュ（ほのおのアシュ）
闘神・阿修羅の分身。戦闘力は非常に高いが、ものぐさ。

## 単行本
全てCR COMICS・刊。
1. 2004年10月15日初版発行 ISBN 9784861760174
2. 2005年7月15日初版発行 ISBN 9784861761805
3. 2006年1月15日初版発行 ISBN 9784861762680
4. 2006年7月15日初版発行 ISBN 9784861763168
5. 2007年2月15日初版発行 ISBN 9784861763779
6. 2007年7月15日初版発行 ISBN 9784861764158

日本以外では以下の出版社から各言語版が翻訳出版されている。
- 상자속 데빌 프린세스（韓国・鶴山文化社/ハングル版）
- 惡魔公主 in BOX（台湾・東立出版社/繁体字中文版）
- My Dearest Devil Princess（北アメリカ・ブロッコリーブックス/英語版）